# 앙게반테 케미
앙게반테 케미(Angewandte Chemie, "응용화학")는 Wiley-VCH에서 발간하는 주간 동료평가 과학 학술지이다.
독일 화학 학회(Gesellschaft Deutscher Chemiker)를 대신하여 Wiley-VCH에서 발행한다. 출판 형식에는 장편 리뷰, 짧은 하이라이트, 연구 커뮤니케이션, 미니 리뷰, 에세이, 서평, 회의 리뷰, 서신, 정정 및 사망 기사가 포함된다. 이 저널에는 화학의 모든 측면을 다루는 리뷰 기사가 포함되어 있다. 저널 사이테이션 리포츠(Journal Citation Reports)에 따르면 해당 저널의 2021년 임팩트 팩터(영향력지수)는 16.823이다.